# Světlík (Horní Podluží)
Světlík (bis 1947 Lichtenberg) ist ein Ortsteil der tschechischen Gemeinde Horní Podluží (deutsch Obergrund) im Okres Děčín der Region Ústecký kraj.

## Geographische Lage
Der Ort liegt circa eineinhalb Kilometer nördlich von Horní Podluží im Böhmischen Niederland. 

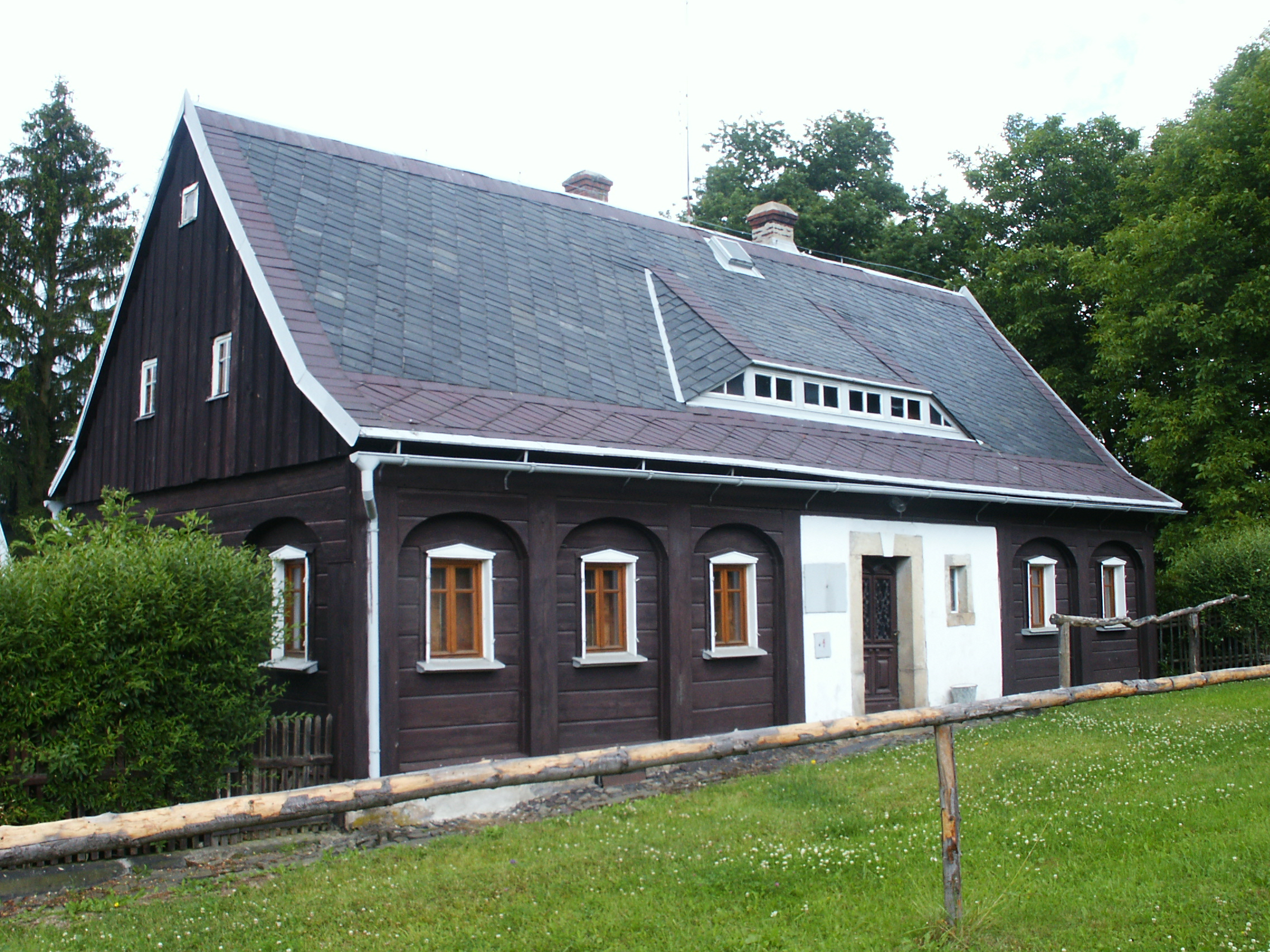
Umgebindehaus in Světlík

## Geschichte
Světlík, Ladečka und Žofín wurden im Jahr 1885 zu Horní Podluží angeschlossen und waren Teil des Gerichtsbezirks Warnsdorf. 1947 folgte mit Gesetzesverkündung vom 15. Juli die Umbenennung zu Světlík, unter anderem auch um eine Verwechslung mit den beiden benachbarten Ortschaften Světliny zu vermeiden.

### Einwohnerentwicklung
Am 3. März 1991 hatte der Ort zwei Einwohner; beim Zensus von 2001 lebten in den sieben Wohnhäusern von Světlík neun Personen.

## Kultur und Sehenswürdigkeiten
- Windmühle, erbaut 1843